# Форест-Сити (Флорида)
Форест-Сити (англ. Forest City) — статистически обособленная местность, расположенная в округе Семинол (штат Флорида, США) с населением в 12 612 человек по статистическим данным переписи 2000 года.

## География
По данным Бюро переписи населения США статистически обособленная местность Форест-Сити имеет общую площадь в 12,69 квадратных километров, из которых 11,14 кв. километров занимает земля и 1,55 кв. километров — вода. Площадь водных ресурсов округа составляет 12,21 % от всей его площади.
Статистически обособленная местность Форест-Сити расположена на высоте 29 м над уровнем моря.

## Демография
По данным переписи населения 2000 года в Форест-Сити проживало 12 612 человек, 3363 семьи, насчитывалось 4777 домашних хозяйств и 4976 жилых домов. Средняя плотность населения составляла около 993,85 человек на один квадратный километр. Расовый состав населённого пункта распределился следующим образом: 85,32 % белых, 4,86 % — чёрных или афроамериканцев, 0,25 % — коренных американцев, 3,40 % — азиатов, 0,04 % — выходцев с тихоокеанских островов, 2,49 % — представителей смешанных рас, 3,64 % — других народностей. Испаноговорящие составили 15,57 % от всех жителей статистически обособленной местности.
Из 4777 домашних хозяйств в 35,4 % воспитывали детей в возрасте до 18 лет, 56,2 % представляли собой совместно проживающие супружеские пары, в 10,5 % семей женщины проживали без мужей, 29,6 % не имели семей. 23,7 % от общего числа семей на момент переписи жили самостоятельно, при этом 5,6 % составили одинокие пожилые люди в возрасте 65 лет и старше. Средний размер домашнего хозяйства составил 2,62 человек, а средний размер семьи — 3,12 человек.
Население статистически обособленной местности по возрастному диапазону по данным переписи 2000 года распределилось следующим образом: 25,5 % — жители младше 18 лет, 7,4 % — между 18 и 24 годами, 33,3 % — от 25 до 44 лет, 22,8 % — от 45 до 64 лет и 11,0 % — в возрасте 65 лет и старше. Средний возраст жителей составил 36 лет. На каждые 100 женщин в Форест-Сити приходилось 96,5 мужчин, при этом на каждые сто женщин 18 лет и старше приходилось 93,6 мужчин также старше 18 лет.
Средний доход на одно домашнее хозяйство статистически обособленной местности составил 50 191 доллар США, а средний доход на одну семью — 55 109 долларов. При этом мужчины имели средний доход в 40 669 долларов США в год против 30 259 долларов среднегодового дохода у женщин. Доход на душу населения статистически обособленной местности составил 50 191 доллар в год. 4,2 % от всего числа семей в населённом пункте и 6,0 % от всей численности населения находилось на момент переписи населения за чертой бедности, при этом 8,3 % из них были моложе 18 лет и 9,2 % — в возрасте 65 лет и старше.